# Vestvoll Station
Vestvoll Station (Vestvoll stasjon eller Vestvoll holdeplass) er en tidligere jernbanestation på Indre Østfoldbanen (Østre Linje, der ligger i Vestvoll i Sarpsborg kommune) i Norge.
Den blev åbnet som trinbræt 31. maj 1959. Oprindeligt hed den Spydevoll, men den skiftede navn til Vestvoll i juli 1960. Den blev nedlagt 26. maj 1974 men genoprettet 1. februar 1977. Betjeningen ophørte 15. juni 2003, da trafikken med persontog blev indstillet mellem Rakkestad og Sarpsborg. Stationen blev efterfølgende fjernet men er dog ikke nedlagt formelt. Mens den var i drift, bestod den af et spor og en kort perron med et rødt læskur. Den ligger 95,4 km fra Oslo S.